# Isabel Schorer

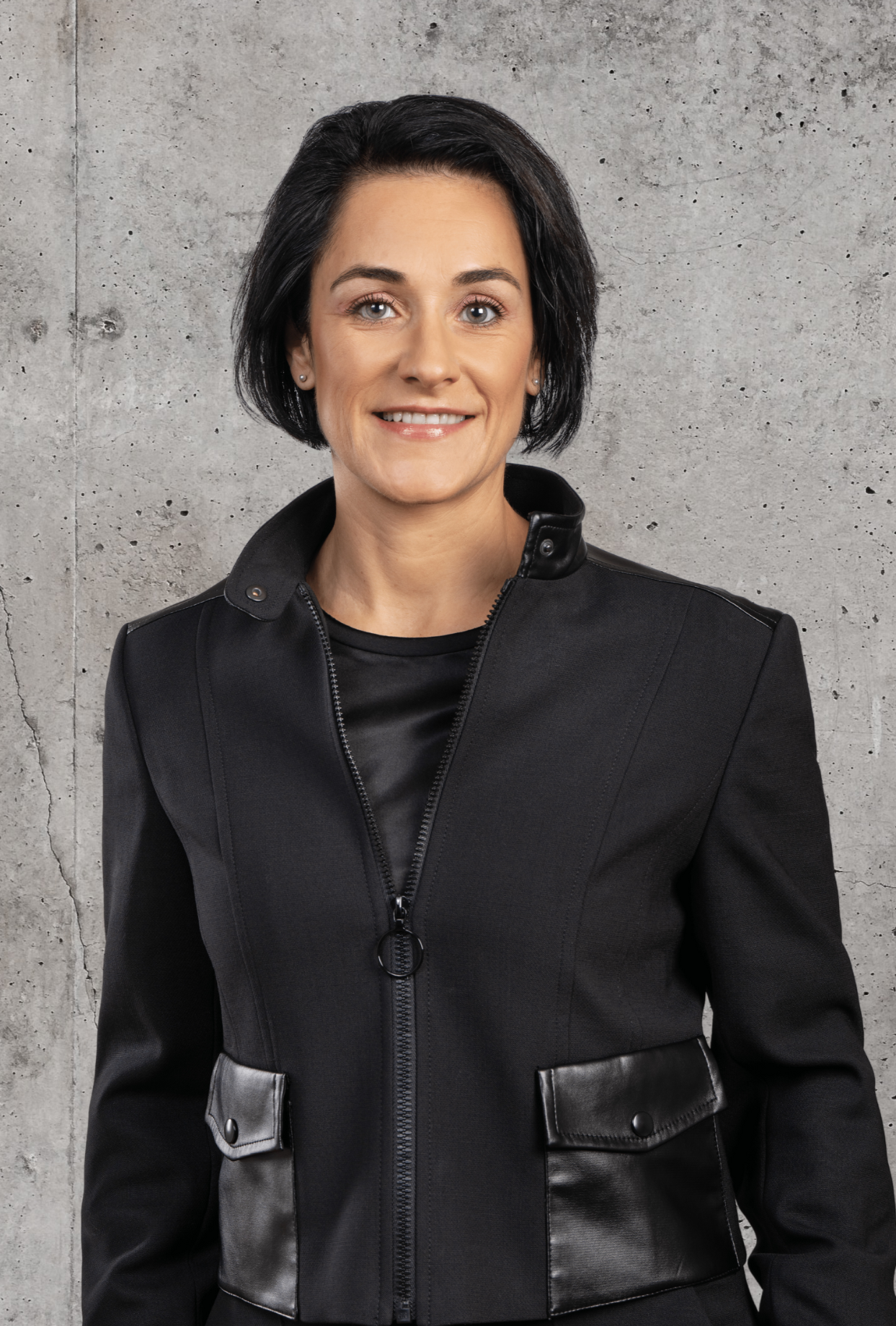
Isabel Schorer (2022)

Isabel Schorer (* 7. August 1978 in St. Gallen) ist eine Schweizer Politikerin (FDP) aus St. Gallen. Sie vertritt seit 2016 den Wahlkreis St. Gallen im Kantonsrat des Kantons St. Gallen.

## Leben und Engagement
Isabel Schorer absolvierte 1998 die Matura Typus E (Wirtschaft und Recht) an der Kantonsschule am Burggraben in St. Gallen. Im Anschluss studierte sie Betriebswirtschaft an der Universität Zürich, verbrachte ein Semester an der University of Washington (Seattle) und schloss im Jahr 2004 ihren MBA (lic.oec.publ.) ab. 2007 erhielt sie den Master an der Hochschule Luzern in Kommunikationsmanagement. Mit verschiedenen Positionen bei der Credit Suisse bis hin zur Projektleiterin Sales & Communication sammelte Schorer erste Berufserfahrungen. Nach einem Zwischenhalt als Marketing Managerin bei Eurex Zürich AG, trat Isabel Schorer die Aufgabe der Dienststellenleitung Standortförderung Stadt St. Gallen an. Während dieser fast zehnjährigen Tätigkeit war sie unter anderem Mitgründerin von Startfeld, IT rockt! und begleitete Arealentwicklungen, betrieb klassische Wirtschaftsförderung und lancierte Standortmarketing-Aktivitäten. 2017/2018 absolvierte sie das Certificate of Global Management an der INSEAD Business School. Im Januar 2019 übernahm Isabel Schorer als Geschäftsleitungsmitglied die Standortleitung der nationalen Kommunikationsagentur Farner in St. Gallen.
Schorer ist Vorstandsmitglied der Interessengemeinschaft öffentlicher Verkehr der Sektion Ostschweiz, Vorstandsmitglied der Gönnervereinigung TSV St. Otmar St. Gallen.
Isabel Schorer wohnt mit ihrem Partner in der Stadt St. Gallen.

## Politik
Neben der beruflichen Tätigkeit wurde Schorer politisch aktiv. 2016 wurde sie für die FDP.Die Liberalen in den Kantonsrat gewählt.